# Adolf Kabatek
Adolf Kabatek (* 1. Juli 1931 in Reichenberg, Tschechoslowakei; † 25. Juni 1997 in Leonberg) war ein deutscher Manager und Comicautor. Als langjähriger Geschäftsführer des Verlagshauses Ehapa gab er unter anderem die deutschen Bände der Donald-Duck- und Asterix-Comics heraus.

## Leben
Adolf Kabatek begann 1951 beim Verlag Das Beste in Stuttgart eine Lehre als Verlagskaufmann und wurde anschließend vom Ehapa-Verlag, der deutschen Tochterfirma von Egmont übernommen. Unter Chefredakteurin Erika Fuchs betreute er dort die Micky Maus. Kabatek überwachte die Herstellung und den Vertrieb des Heftes bis hin zum Rechnungseingang.
Mitte der 1960er lernte Kabatek Georges Dargaud kennen, der ihm die deutschen Rechte für Asterix anbot. 1968 erschien dann der erste deutsche Band mit den Abenteuern der Gallier, bei denen er an den Übersetzungen einiger Bände beteiligt war. Später gab er auch die deutschen Ausgaben der Lucky-Luke-Reihe von Goscinny und Morris heraus.
1972 wurde Kabatek Geschäftsführer des Ehapa-Verlages. Über den Verband Deutscher Zeitschriftenverleger war er 1972 zudem als Beisitzer in die Bundesprüfstelle für jugendgefährdende Schriften gewählt worden.
Mit der auch in Schweden und den Niederlanden veröffentlichten Comicreihe „Abenteuer aus Onkel Dagoberts Schatztruhe“ versuchte sich Kabatek 1983 als Comic-Autor.
Nach seinem Ausscheiden als Geschäftsführer im Jahr 1988 betätigte er sich weiter als freier Mitarbeiter für den Ehapa-Verlag. Daneben wirkte er am Drehbuch für den Kinofilm Asterix – Operation Hinkelstein (Astérix et le coup du menhir, 1989) mit. Kabatek starb am 25. Juni 1997 kurz vor seinem 66. Geburtstag an einem Herzleiden.
Kabatek war der Vater von Johannes und Elisabeth Kabatek.

## Werke
- Der Regengott von Uxmal (Abenteuer aus Onkel Dagoberts Schatztruhe, Band 1), 1983
- Weißes Gold vom Matterhorn (Abenteuer aus Onkel Dagoberts Schatztruhe, Band 2), 1984
- Der Ausflug nach Key West (Abenteuer aus Onkel Dagoberts Schatztruhe, Band 3), 1984
- Picasso-Raub in Barcelona (Abenteuer aus Onkel Dagoberts Schatztruhe, Band 4), 1985
- Fünfmal Grand Canyon und zurück (Abenteuer aus Onkel Dagoberts Schatztruhe, Band 5), 1986
- Der Tartan der Familie Duck (Abenteuer aus Onkel Dagoberts Schatztruhe, Band 6), 1988